# Nosale
Nosale (deutsch Nassadel, 1939–1945 Nesselrode) ist eine Ortschaft mit einem Schulzenamt der Landgemeinde Bralin im Powiat Kępiński der Woiwodschaft Großpolen in Polen.

## Geschichte

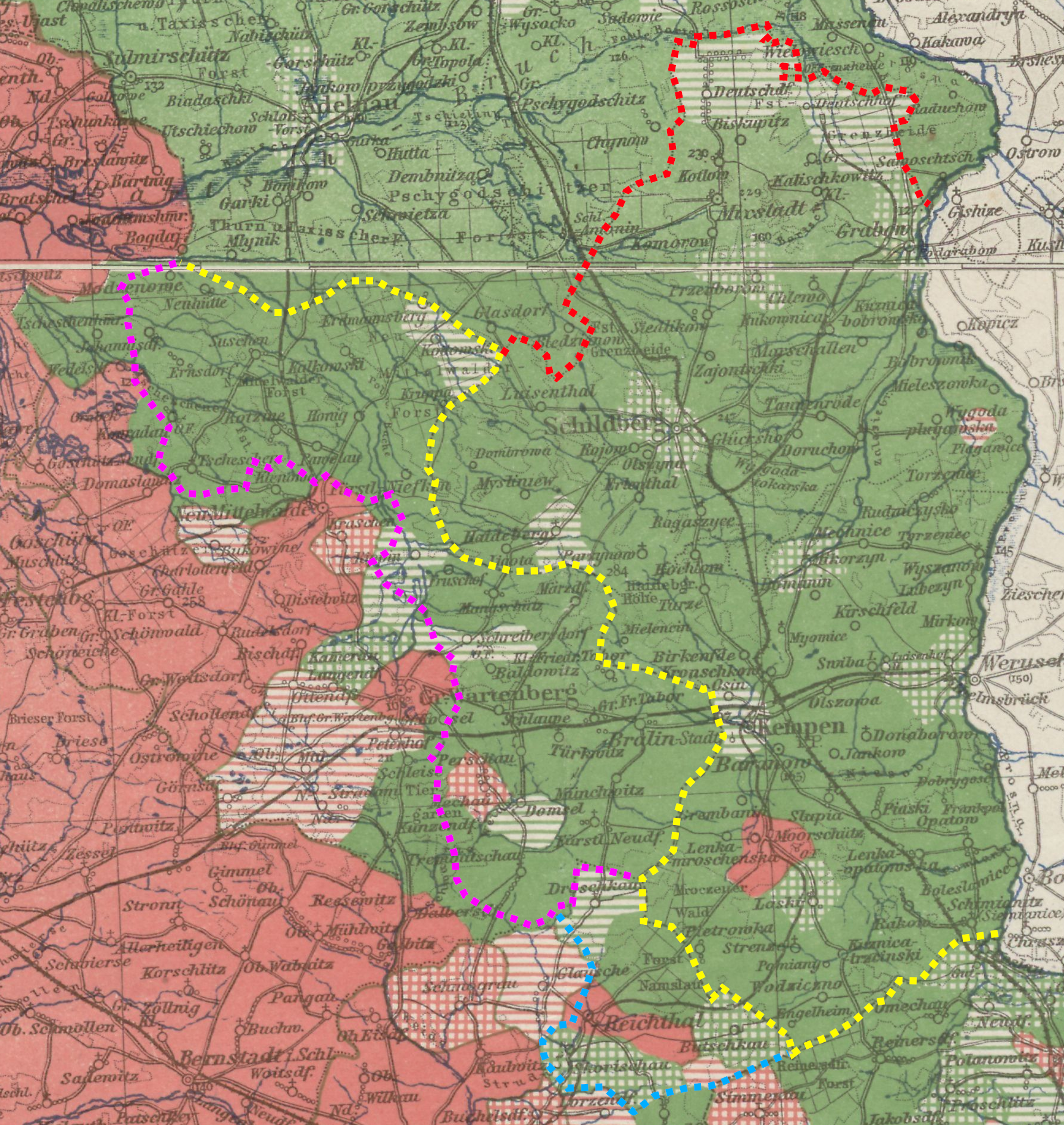
Sprachkarte aus dem Jahr 1910: Gelbe gestrichelte Linie: schlesisch-großpolnische Grenze, rosarote gestrichelte Linie: neue Grenze aus dem Jahr 1920

Der Ort wurde im Jahr 1498 erstmals urkundlich erwähnt. Er gehörte zur Standesherrschaft von Syców (Polnisch/Groß Wartenberg).
Nassadel gehörte von 1818 bis 1920 dem schlesischen Landkreis Groß Wartenberg an. Mit dem überwiegend polnischsprachigen Ostteil des Landkreises wurde Nosale zum 10. Januar 1920 infolge des Versailler Vertrags vom Deutschen Reich an das wiedergegründete Polen abgetreten. Seitdem ist Nosale mit der Woiwodschaft Posen bzw. Großpolen verbunden, zunächst im Powiat Kępiński.
Im Jahr 1921 gab es in der Gemeinde Nosale im Powiat Kępno 11 Häuser mit 59 Einwohnern, davon alle waren polnische, Römisch-katholiken. Der Gutsgebiet hatte dagegen 7 Häuser mit 169 Einwohnern, davon 151 polnischer und 18 deutscher Nationalität, 153 römisch-katholisch, 16 evangelisch.
Beim Überfall auf Polen 1939 wurde das Gebiet von den Deutschen besetzt und dem Landkreis Kempen im Reichsgau Wartheland zugeordnet.
Von 1975 bis 1998 gehörte Nosale zur Woiwodschaft Kalisz.

## Sehenswürdigkeiten
- Gutshof aus dem Jahr 1803;

## Persönlichkeiten
- Günther von Pogrell (1879–1944), deutscher General der Kavallerie;